# The Love Bugs (comédie musicale)
Pour l’article homonyme, voir The Love Bugs.
The Love Bugs est une comédie musicale créée par le duo Chikyū Gorgeous.

## Postulat
A la merci de notre société humaine vit un tout petit monde, celui des insectes. Les minuscules habitants bariolés connaissent pourtant une existence tout aussi trépidante que la nôtre ! Tour à tour flamboyants, violents, complexes, étranges, tragiques, ils se croisent au gré du destin...
Lorsqu'un festival centennal est organisé au sein de leur communauté, chaque clan doit présenter ses plus éminents membres et démontrer sa virtuosité.
Dès lors, les événements se précipitent. Car l'amour, la volonté d'exister et l'ombre permanente de la mort régissent cet univers...

## Distribution[2]
- Yū Shirota : Sinkleman, une mante religieuse
- Tomu Ranju : Tiara, une mante religieuse
- Sōichi Hirama : Bunta, un kanabun[3]
- Sakurako Ōhara : Tenko, une coccinelle qui est en réalité une luciole
- Marcia Kazue Nishiie : Xaverobe, une araignée
- Gorō Kishitani : Scissor Q, une écrevisse
- Yasufumi Terawaki : le « vieillard », un fantôme
- Kenta Izuka : Garashi, une libellule rouge
- Mika Ikeda : Atchi, une guêpe du papier
- Momoka Nakamura : Majami, un longicorne

## Production
The Love Bugs est une création du duo Chikyū Gorgeous, composé des artistes Gorō Kishitani et Yasufumi Terawaki. Il s'agit de la quatorzième production du tandem, en activité depuis 1994. Chaque titre varie radicalement dans son ton, son genre et sa distribution ; il n'y a pas de membres fixes, seuls Kishitani et Terawaki figurent dans chaque production.
Gorō Kishitani définit la création de cette quatorzième œuvre via trois prismes : mettre en avant la puissance tragique de l'Humain sur son environnement ; élaborer un spectacle innovant ancré dans son époque ; enfin, par facétie, faire incarner des personnages minuscules par des acteurs dont la grande taille est fréquemment mentionnée - à savoir Yū Shirota, Tomu Ranju et Yasufumi Terawaki.
Le titre, The Love Bugs, fait référence à un terme d'argot signifiant « adorable, qui fait fondre le cœur ». C'est également un jeu de mots en référence aux insectes, les héros de l'intrigue : Love Bugs (en français insectes amoureux) est l'appellation anglophone pour désigner la famille des Plecia et l'intrigue se centre beaucoup sur les relations sentimentales des protagonistes.
The Love Bugs étant le show qui comporte le plus de chansons dans toute la carrière de Chikyū Gorgeous, ce dernier cherche à réunir une distribution solide, avec une grande expérience de la scène musicale. Chaque personnage est écrit spécifiquement pour un interprète. Bunta est par exemple calqué sur les facultés de danseur de Sōichi Hirama.
Grand admirateur du tandem, Yū Shirota est choisi pour camper le protagoniste principal, Sinkleman. Chikyū Gorgeous jette son dévolu sur Shirota pour sa polyvalence ; il salue son jeu, son chant, sa danse et son charme. Pour Shirota, le rôle « offre un large éventail de possibilités, à la fois cool et comique [...]  [qui lui permet de] montrer une facette de [lui-même qu'il n'a] jamais dévoilée auparavant ». Il voit dans l'intrigue une façon d'exprimer deux thématiques primordiales : l'amour et la paix.
La bande originale est composée notamment de musique folklorique irlandaise et de rock. 
Créés par Kansai Yamamoto, les costumes bariolés combinent à la fois le style japonais et la mode occidentale ; chaque membre de la troupe possède un costume différent, ce qui implique trente-quatre tenues distinctes. Pour l'actrice Marcia Kazue Nishiie (Xaverobe) l'aspect chamarré des déguisements est l'un des atouts phares du spectacle : d'origine brésilienne, la comédienne évoque la sensation de renouer avec ses racines et d'être à nouveau au carnaval.
Les coiffures et maquillages sont assurés par Noboru Tomizawa, célèbre pour son travail sur l'adaptation cinématographique d'Helter Skelter.

## Réception
Dès les répétitions, Spice affirme que la trame « dépeint à grande échelle l'existence, la romance et l’affection interprétées à travers la durée de vie limitée des insectes. [...] Avec sa voix très grave, [Yū Shirota] brille telle une étoile, écrasant le groupe de danseurs et les médias qui le contemplent attentivement. Bien que Shirota ait été présent dans de nombreuses productions scéniques, c'est peut-être la première fois que nous le voyons jouer un rôle aussi digne d'une star ».
Natalie loue « la scénographie pop avec ses feuilles et ses branches géantes ; les costumes colorés avec leurs motifs d'insectes ; les coiffures et les maquillages uniques ; [ainsi que] la danse de groupe parfaitement synchronisée ».
Le site spécialisé All About délivre un avis dithyrambique sur le spectacle : « La pièce dépeint le drame qui se déroule dans le monde humble des insectes d'une manière dynamique et rythmée en utilisant la danse, le chant et l'action, tout en incorporant des thèmes contemporains tels que la situation mondiale. [...] Les dernières lignes de Sinkleman, livrées dans cette composition d'une beauté exquise, résonnent directement comme un message [...] à tous les êtres vivants ».

## Support physique
La captation du spectacle est sortie en DVD le 7 décembre 2016. Les bonus comportent une table ronde avec les créateurs Gorō Kishitani et Yasufumi Terawaki ainsi qu'avec l'acteur principal Yū Shirota.